# Kanovaren op de Olympische Zomerspelen 2016
Kanovaren is een van de sporten die beoefend werden op de Olympische Zomerspelen 2016 in Rio de Janeiro, Brazilië.
De wildwater slalomwedstrijden vonden plaats van 7 tot en met 11 augustus in het Estádio Olímpico de Canoagem Slalom. De vlakwater sprintwedstrijden werden van 15 tot en met 20 augustus gehouden op het Lagoa Rodrigo de Freitas.

## Kwalificatie

### Slalom
Er namen 82 kanovaarders deel, 21 vrouwen en 61 mannen waarvan er in totaal vijf afkomstig zijn uit het gastland (een vrouw en vier mannen). Elk land mocht maximaal een boot per onderdeel inschrijven. In de C1 namen zestien boten deel en in de C2 twaalf boten. In de K1 namen bij zowel de mannen als bij de vrouwen 21 boten deel.
Op de WK 2015 in Londen werd de meerderheid van de quotaplaatsen vergeven, ongeveer twee derde van het totaal. De resterende plaatsen werden vergeven via continentale kwalificatiewedstrijden.

### Vlakwater
Er namen 248 kanovaarders deel, 87 vrouwen en 156 mannen waarvan er vijf plaatsen beschikbaar waren voor het gastland of de olympische tripartitecommissie. Elk land mocht maximaal een boot per onderdeel inschrijven, indien men een quotaplaats had weten te bemachtigen.
Op de WK 2015 in Milaan werden 176 quotaplaatsen vergeven, in het voorjaar van 2016 werden nog eens 70 quotaplaatsen vergeven via continentale kwalificatiewedstrijden. De resterende plaatsen werden na afloop vergeven aan het gastland of aan landen die geen quotaplaats hebben weten te bemachtigen.

## Programma
| Onderdeel        | Augustus         | Augustus         | Augustus         | Augustus         | Augustus         | Augustus         | Augustus         | Augustus         | Augustus         | Augustus         | Augustus         | Augustus         | Augustus         | Augustus         | Augustus         | Augustus         | Augustus         | Augustus         | Augustus         | Augustus         |
| Onderdeel        | 7                | 8                | 9                | 9                | 10               | 10               | 11               | 11               | 12               | 13               | 14               | 15               | 15               | 16               | 17               | 17               | 18               | 19               | 19               | 20               |
| Wildwater slalom | Wildwater slalom | Wildwater slalom | Wildwater slalom | Wildwater slalom | Wildwater slalom | Wildwater slalom | Wildwater slalom | Wildwater slalom | Wildwater slalom | Wildwater slalom | Wildwater slalom | Wildwater slalom | Wildwater slalom | Wildwater slalom | Wildwater slalom | Wildwater slalom | Wildwater slalom | Wildwater slalom | Wildwater slalom | Wildwater slalom |
| ---------------- | ---------------- | ---------------- | ---------------- | ---------------- | ---------------- | ---------------- | ---------------- | ---------------- | ---------------- | ---------------- | ---------------- | ---------------- | ---------------- | ---------------- | ---------------- | ---------------- | ---------------- | ---------------- | ---------------- | ---------------- |
| C1 (m)           | S                |                  | HF               | Goud             |                  |                  |                  |                  |                  |                  |                  |                  |                  |                  |                  |                  |                  |                  |                  |                  |
| C2 (m)           |                  | S                |                  |                  |                  |                  | HF               | Goud             |                  |                  |                  |                  |                  |                  |                  |                  |                  |                  |                  |                  |
| K1 (m)           | S                |                  |                  |                  | HF               | Goud             |                  |                  |                  |                  |                  |                  |                  |                  |                  |                  |                  |                  |                  |                  |
| K1 (v)           |                  | S                |                  |                  |                  |                  | HF               | Goud             |                  |                  |                  |                  |                  |                  |                  |                  |                  |                  |                  |                  |
| Vlakwater sprint |                  |                  |                  |                  |                  |                  |                  |                  |                  |                  |                  |                  |                  |                  |                  |                  |                  |                  |                  |                  |
| C1 200m (m)      |                  |                  |                  |                  |                  |                  |                  |                  |                  |                  |                  |                  |                  |                  | S                | HF               | Goud             |                  |                  |                  |
| C1 1000m (m)     |                  |                  |                  |                  |                  |                  |                  |                  |                  |                  |                  | S                | HF               | Goud             |                  |                  |                  |                  |                  |                  |
| C2 1000m (m)     |                  |                  |                  |                  |                  |                  |                  |                  |                  |                  |                  |                  |                  |                  |                  |                  |                  | S                | HF               | Goud             |
| K1 200m (m)      |                  |                  |                  |                  |                  |                  |                  |                  |                  |                  |                  |                  |                  |                  |                  |                  |                  | S                | HF               | Goud             |
| K1 1000m (m)     |                  |                  |                  |                  |                  |                  |                  |                  |                  |                  |                  | S                | HF               | Goud             |                  |                  |                  |                  |                  |                  |
| K2 200m (m)      |                  |                  |                  |                  |                  |                  |                  |                  |                  |                  |                  |                  |                  |                  | S                | HF               | Goud             |                  |                  |                  |
| K2 1000m (m)     |                  |                  |                  |                  |                  |                  |                  |                  |                  |                  |                  | S                | HF               | Goud             |                  |                  |                  |                  |                  |                  |
| K4 1000m (m)     |                  |                  |                  |                  |                  |                  |                  |                  |                  |                  |                  |                  |                  |                  |                  |                  |                  | S                | HF               | Goud             |
| K1 200m (v)      |                  |                  |                  |                  |                  |                  |                  |                  |                  |                  |                  | S                | HF               | Goud             |                  |                  |                  |                  |                  |                  |
| K1 500m (v)      |                  |                  |                  |                  |                  |                  |                  |                  |                  |                  |                  |                  |                  |                  | S                | HF               | Goud             |                  |                  |                  |
| K2 500m (v)      |                  |                  |                  |                  |                  |                  |                  |                  |                  |                  |                  | S                | HF               | Goud             |                  |                  |                  |                  |                  |                  |
| K4 500m (v)      |                  |                  |                  |                  |                  |                  |                  |                  |                  |                  |                  |                  |                  |                  |                  |                  |                  | S                | HF               | Goud             |
| Totaal           |                  |                  | 1                | 1                | 1                | 1                | 2                | 2                |                  |                  |                  |                  |                  | 5                |                  |                  | 3                |                  |                  | 4                |

S Series   HF Halve finale      Finale

## Medailles

### Slalom
| Onderdeel | Goud | Goud                           | Zilver | Zilver                          | Brons | Brons                          |
| --------- | ---- | ------------------------------ | ------ | ------------------------------- | ----- | ------------------------------ |
| C1 (m)    | FRA  | Denis Gargaud Chanut           | SVK    | Matej Beňuš                     | JPN   | Takuya Haneda                  |
| C2 (m)    | SVK  | Ladislav Škantár Peter Škantár | GBR    | David Florence Richard Hounslow | FRA   | Gauthier Klauss Matthieu Péché |
| K1 (m)    | GBR  | Joe Clarke                     | SLO    | Peter Kauzer                    | CZE   | Jiří Prskavec                  |
|           |      |                                |        |                                 |       |                                |
| K1 (v)    | ESP  | Maialen Chourraut              | NZL    | Luuka Jones                     | AUS   | Jessica Fox                    |

### Vlakwater
Mannen
| Onderdeel     | Goud | Goud                                               | Zilver | Zilver                                        | Brons   | Brons                                             |
| ------------- | ---- | -------------------------------------------------- | ------ | --------------------------------------------- | ------- | ------------------------------------------------- |
| C1 0200 m (m) | UKR  | Joerij Tsjeban                                     | AZE    | Valentin Demjanenko                           | BRA     | Isaquias Queiroz                                  |
| C1 1000 m (m) | GER  | Sebastian Brendel                                  | BRA    | Isaquias Queiroz                              | MDA     | Serghei Tarnovschi                                |
| C2 1000 m (m) | GER  | Sebastian Brendel Jan Vandrey                      | BRA    | Isaquias Queiroz Erlon De Souza Silva         | UKR     | Dmitro Jantsjoek Taras Mistsjoek                  |
| K1 0200 m (m) | GBR  | Liam Heath                                         | FRA    | Maxime Beaumont                               | ESP GER | Saúl Craviotto Ronald Rauhe                       |
| K1 1000 m (m) | ESP  | Marcus Walz                                        | CZE    | Josef Dostál                                  | RUS     | Roman Anosjkin                                    |
| K2 0200 m (m) | ESP  | Saúl Craviotto Cristian Toro                       | GBR    | Liam Heath Jon Schofield                      | LTU     | Aurimas Lankas Edvinas Ramanauskas                |
| K2 1000 m (m) | GER  | Marcus Groß Max Rendschmidt                        | SRB    | Marko Tomićević Milenko Zorić                 | AUS     | Lachlan Tame Ken Wallace                          |
| K4 1000 m (m) | GER  | Marcus Groß Max Hoff Tom Liebscher Max Rendschmidt | SVK    | Tibor Linka Denis Myšák Juraj Tarr Erik Vlček | CZE     | Josef Dostál Daniel Havel Jan Štěrba Lukáš Trefil |

Vrouwen
| Onderdeel     | Goud | Goud                                                             | Zilver | Zilver                                                         | Brons | Brons                                                               |
| ------------- | ---- | ---------------------------------------------------------------- | ------ | -------------------------------------------------------------- | ----- | ------------------------------------------------------------------- |
| K1 0200 m (v) | NZL  | Lisa Carrington                                                  | POL    | Marta Walczykiewicz                                            | AZE   | Inna Osipenko-Radomska                                              |
| K1 0500 m (v) | HUN  | Danuta Kozák                                                     | DEN    | Emma Jørgensen                                                 | NZL   | Lisa Carrington                                                     |
| K2 0500 m (v) | HUN  | Danuta Kozák Gabriella Szabó                                     | GER    | Tina Dietze Franziska Weber                                    | POL   | Beata Mikołajczyk Karolina Naja                                     |
| K4 0500 m (v) | HUN  | Tamara Csipes Krisztina Fazekas-Zur Danuta Kozák Gabriella Szabó | GER    | Tina Dietze Sabrina Hering Steffi Kriegerstein Franziska Weber | BLR   | Volha Khudzenka Nadzeya Papok Maryna Pautaran Marharyta Tsishkevich |

### Medaillespiegel
| Plaats | Land             | NOC    | Goud | Zilver | Brons | Totaal |
| ------ | ---------------- | ------ | ---- | ------ | ----- | ------ |
| 1      | Duitsland        | GER    | 4    | 2      | 1     | 7      |
| 2      | Spanje           | ESP    | 3    | 0      | 1     | 4      |
| 3      | Hongarije        | HUN    | 3    | 0      | 0     | 3      |
| 4      | Groot-Brittannië | GBR    | 2    | 2      | 0     | 4      |
| 5      | Slowakije        | SVK    | 1    | 2      | 0     | 3      |
| 6      | Frankrijk        | FRA    | 1    | 1      | 1     | 3      |
| 6      | Nieuw-Zeeland    | NZL    | 1    | 1      | 1     | 3      |
| 8      | Oekraïne         | UKR    | 1    | 0      | 1     | 2      |
| 9      | Brazilië         | BRA    | 0    | 2      | 1     | 3      |
| 10     | Tsjechië         | CZE    | 0    | 1      | 2     | 3      |
| 11     | Azerbeidzjan     | AZE    | 0    | 1      | 1     | 2      |
| 11     | Polen            | POL    | 0    | 1      | 1     | 2      |
| 13     | Denemarken       | DEN    | 0    | 1      | 0     | 1      |
| 13     | Slovenië         | SLO    | 0    | 1      | 0     | 1      |
| 13     | Servië           | SRB    | 0    | 1      | 0     | 1      |
| 16     | Australië        | AUS    | 0    | 0      | 2     | 2      |
| 17     | Wit-Rusland      | BLR    | 0    | 0      | 1     | 1      |
| 17     | Japan            | JPN    | 0    | 0      | 1     | 1      |
| 17     | Litouwen         | LTU    | 0    | 0      | 1     | 1      |
| 17     | Moldavië         | MDA    | 0    | 0      | 1     | 1      |
| 17     | Rusland          | RUS    | 0    | 0      | 1     | 1      |
| Totaal | Totaal           | Totaal | 16   | 16     | 17    | 49     |